# Йорг Буттгерайт
Йорг Буттгерайт (нім. Jörg Buttgereit, * 20 грудня 1963, Берлін) — німецький кінорежисер, сценарист і продюсер. Відомий насамперед своїми цинічними фільмами жахів з елементами некрофілії.

## Фільмографія
- Ogar der Hässliche (1981)
- Captain Berlin (1982)
- Mein Papi (1982)
- Der Gollob (1983)
- Horror Heaven (1984)
- Blutige Exzesse im Führerbunker (1984)
- Hot Love (1984)
- Crucifixion (episode) in Jesus — The Film (1986)
- Некромантик/Necromantic (1987)
- Король смерті/Der Todesking (1989)
- Некромантик 2/Necromantic 2 (1991)
- Шрамм/Schramm (1993)
- Die Monsterinsel (documentary)(2002)
- Through the Night with Michaela Schaffrath and Mark Benecke (documentary)(2007)
- Through the Night with Asia Argento and Joe Coleman (documentary)(2007)
- Monsterland (documentary)(2009)
- Captain Berlin VS Hitler (2010)
- Into the Night with Oda Jaune and Lars Eidinger (documentary)(2010)
- A Moment of Silence at the Grave of Ed Gein (shortfilm)(2012)
- Monsters of Arthouse (DVD compilation of Buttgereit stageplays)(2013)